# Benelli M1 Super 90
Il Benelli M1 super 90 è un fucile a canna liscia semiautomatico prodotto da Benelli Armi.
Caratteristica principale è il sistema Benelli di controllo del rinculo, conosciuto per l'affidabilità e la comodità. Il modello standard è realizzato in lega di alluminio con caricatore tubolare, ed è disponibile con impugnatura standard o a pistola. Può contenere 7 colpi.
Tra gli accessori disponibili vi sono mirini laser e torce tattiche.